# Rock It (album)
Rock It è un album di Chuck Berry pubblicato nel 1979 dalla Atco Records.
L'etichetta Atco è la terza casa discografica per la quale Berry abbia inciso dopo la Chess Records e la Mercury Records.

## Tracce
1. Move It
2. Oh What A Thrill
3. I Need You Baby
4. If I Were
5. House Lights
6. I Never Thought
7. Havana Moon (rifacimento in stile disco music)
8. Wuden't Me
9. California
10. Pass Away

## Formazione
- Chuck Berry - chitarra, voce
- Kenny Buttrey - batteria
- Johnnie Johnson - pianoforte
- Jim Marsala - basso
- Bob Wray - basso